# Giuseppe Spinelli (cardinale)
Giuseppe Spinelli (Napoli, 1º febbraio 1694 – Roma, 12 aprile 1763) è stato un cardinale e arcivescovo cattolico italiano.
Era figlio di Giambattista Spinelli, marchese di Fuscaldo, principe di Sant'Arcangelo e duca di Caivano, e di Maria Imperiali, dei principi di Francavilla.
Era anche pronipote del cardinale Lorenzo Imperiali, nipote del cardinale Giuseppe Renato Imperiali, cugino del cardinale Cosimo Imperiali, zio del cardinale Fernando Spinelli.

## Biografia
Nel 1717 si laureò alla Università di Roma La Sapienza in utroque iure. Nel 1721 ricevette gli ordini minori ed il suddiaconato e nel 1722 il diaconato. Fu ordinato sacerdote a Roma il 17 aprile 1724.
L'anno successivo fu nominato arcivescovo titolare di Corinto e il 28 ottobre dello stesso anno fu consacrato arcivescovo in Belgio in quanto era stato nominato un mese prima internunzio nelle Fiandre. In quella veste ottenne l'espulsione dall'Università di Lovanio del canonista belga Zeger Bernhard van Espen in sospetto di giansenismo. Durante la sua permanenza in Belgio i rapporti diplomatici con i Paesi Bassi Austriaci, deterioratisi nel 1634 e rimasti da allora a livello di semplice internunzio, si normalizzarono con la nomina di Maria Elisabetta d'Asburgo a governatrice e nel 1725 lo Spinelli assunse il titolo pieno di nunzio apostolico nelle Fiandre. Rientrato in Italia divenne arcivescovo metropolita di Napoli dal 1734 sino al 1754.
Durante il ventennio napoletano fece compiere numerose ricerche per stabilire dove fossero ubicate le reliquie di sant'Agrippino, uno dei primi vescovi della città, fino a reperire quelli che erano probabilmente i resti del santo in un'urna di marmo che recava la scritta: «Reliquie sconosciute probabilmente appartenute al corpo di Sant'Agrippino». Inoltre abbellì la cattedrale della città con i dipinti del senese Paolo Posi.
Sempre in questa città, tentò di reintrodurre l'istituzione del Santo Uffizio. Intimoriti dal solo nome dell'istituto, i napoletani si levarono a tumulto e a gran voce chiesero l'intercessione del nuovo sovrano Carlo di Borbone, il quale impose la destituzione dell'istituto e l'abbattimento dell'edificio religioso sulla cui porta d'ingresso era il nome del tanto temuto istituto.
Nel 1735 fu elevato alla porpora cardinalizia da papa Clemente XII con il titolo di cardinale presbitero di Santa Pudenziana, che lasciò nel 1752 optando per quello di Santa Maria in Trastevere. L'anno successivo optò ancora per il titolo di cardinale vescovo di Palestrina.
Nel 1756 fu nominato Prefetto della Congregazione di Propaganda Fide, carica che tenne fino al 1763.  Dal luglio 1756 al gennaio 1757 fu anche pro-prefetto della Sacra Congregazione del Concilio Tridentino. Nel 1759 optò per la sede sububicaria di Porto e Santa Rufina e nel 1761 divenne cardinale decano del Sacro Collegio, optando di conseguenza per le sedi di Ostia e Velletri, diventando contemporaneamente governatore di Velletri.

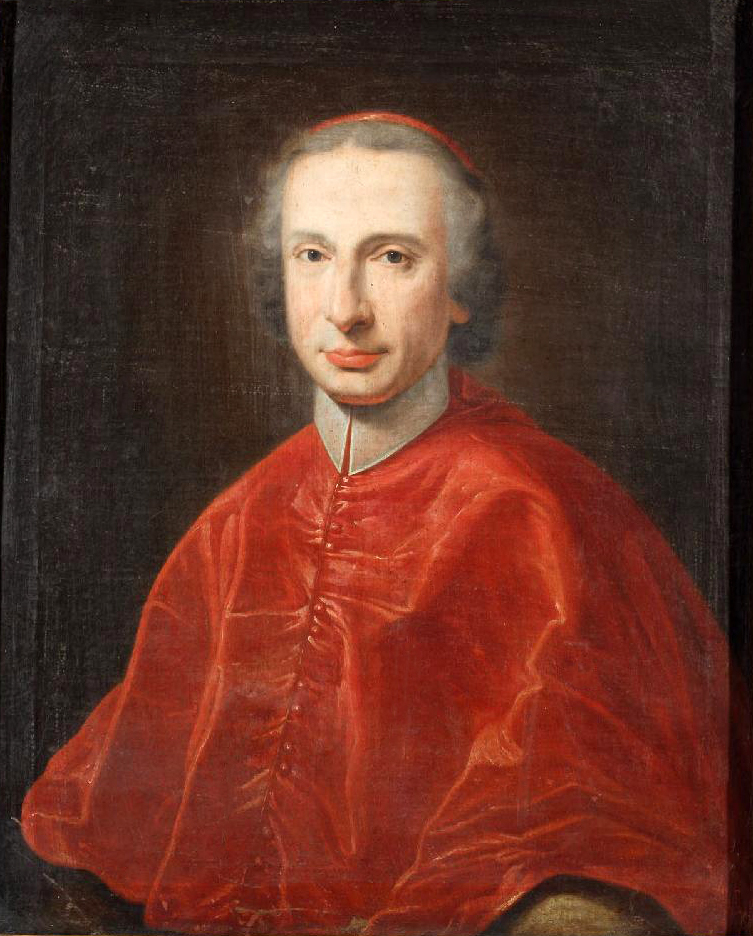
Ritratto raffigurante il cardinale Spinelli alla sua nomina

Alla sua morte la salma venne inumata nella Basilica dei Santi XII Apostoli di Roma.

## Genealogia episcopale e successione apostolica
La genealogia episcopale è:
- Cardinale Scipione Rebiba
- Cardinale Giulio Antonio Santori
- Cardinale Girolamo Bernerio, O.P.
- Arcivescovo Galeazzo Sanvitale
- Cardinale Ludovico Ludovisi
- Cardinale Luigi Caetani
- Cardinale Ulderico Carpegna
- Cardinale Paluzzo Paluzzi Altieri degli Albertoni
- Cardinale Gaspare Carpegna
- Cardinale Fabrizio Paolucci
- Cardinale Giorgio Spinola
- Cardinale Thomas Philip Wallrad d'Alsace-Boussut de Chimay
- Cardinale Giuseppe Spinelli

La successione apostolica è:
- Vescovo Dominic O'Daly, O.P. (1725)
- Vescovo Sylvester Louis Lloyd, O.F.M. (1729)
- Vescovo Michele Marculli (1733)
- Vescovo Niccolò de Rosa (1733)
- Arcivescovo Michele Palma (1737)
- Arcivescovo Pacifico Bizza (1738)
- Vescovo Francesco Iorio (1738)
- Vescovo Paolo Cernuschi (1739)
- Vescovo Giacinto Maria Jannucci (1739)
- Vescovo Giovanni Francisco Ingenuo (1741)
- Cardinale Antonino Sersale (1743)
- Arcivescovo Nicola Cioffi (1744)
- Vescovo Giacinto Sardi (1751)
- Vescovo Niccolò Borgia (1751)
- Vescovo Carlo Rosati (1752)
- Arcivescovo Francesco Pacca (1752)
- Vescovo Marco Antonio Zoglio (1752)
- Arcivescovo Nicolò Caracciolo, C.R. (1754)
- Arcivescovo Benedetto Latilla, C.R.L. (1754)
- Vescovo Ciro de Alteriis (1754)
- Vescovo Marco Aurelio Petruccelli (1754)
- Vescovo Gennaro Perrelli (1755)
- Arcivescovo Nicola Sánchez de Luna (1755)
- Vescovo Onofrio del Tufo (1756)
- Cardinale Giuseppe Maria Capece Zurlo, C.R. (1756)
- Vescovo Giuseppe Pitocco (1756)
- Arcivescovo Giuseppe Sersale (1758)
- Arcivescovo Serafino Filangieri, O.S.B. (1758)
- Arcivescovo Antonio Puoti (1758)
- Vescovo Gioacchino Martínez (1760)
- Vescovo Giovanni Coccoli (1760)
- Vescovo Giovanni Saverio Pirelli (1760)
- Vescovo Giovanni Battista Caracciolo, C.R. (1761)
- Vescovo Gennaro Maria Albertini, C.R. (1761)
- Vescovo Angelo Antonio Pallante (1761)
- Arcivescovo Michele Triali (1761)
- Vescovo Francesco Pantuliani (1762)
- Vescovo Andrea Torre, C.P.O. (1762)
- Vescovo Domenico Volpe (1762)
- Vescovo Giuseppe Maria de Leone (1762)
- Vescovo Filippo Paini (1762)
- Vescovo Donato Antonio Giannelli (1762)
- Arcivescovo Antonino Ganini (1763)
- Vescovo Antonio De Cumis (1763)
- Vescovo Diego Genovesi (1763)

## Conclavi
Durante il suo cardinalato Giuseppe Spinelli partecipò a due conclavi:
- conclave del 1740, che elesse papa Benedetto XIV
- conclave del 1758, che elesse papa Clemente XIII